# La Noche (Barcelona)
La Noche fue un periódico español de carácter vespertino publicado en Barcelona entre 1924 y 1939.

## Historia
Fue fundado en 1924 por Juan Pich y Pon como un periódico de carácter vespertino. El diario, que pertenecía al grupo Publicaciones Gráficas, era editado junto al periódico matutino El Día Gráfico. Durante el periodo de la Segunda República mantuvo una línea editorial próxima al nuevo régimen y a los partidos republicanos. siendo inicialmente cercano al Partido Radical de Lerroux y posteriormente a los republicanos de izquierda. En julio de 1936, tras el estallido de la Guerra civil, la publicación fue incautada por la Confederación Nacional del Trabajo (CNT) y pasó a servir como portavoz de la federación sindical barcelonesa de la CNT. Pasó a estar dirigido por el escritor anarquista Jaime Balius.
El último número apareció el 23 de enero de 1939, poco antes de la ocupación de Barcelona por el Ejército franquista.
Entre los directores, redactores y colaboradores participaron autores como Mario Aguilar Baena, Joaquín Montero Delgado, Luis Almerich Sellarés, Rafael González Martínez, Francisco Madrid, Elisabeth Mulder, Manuel Alcántara Gusart, Manuel Nogareda o Josep Badosa Montmany.